# カターイフ
カターイフ（アラビア語: قطايف UNGEGN式 :Qatāif）は、中東の菓子。カダーイフ、カタイエフ、カタイフ、ガダーイフと表記する場合もある。「ق」（「Q」）を発音しない地域ではアターイフ（アタイエフ、アタイフ、アダイフ）になる。

## 概要

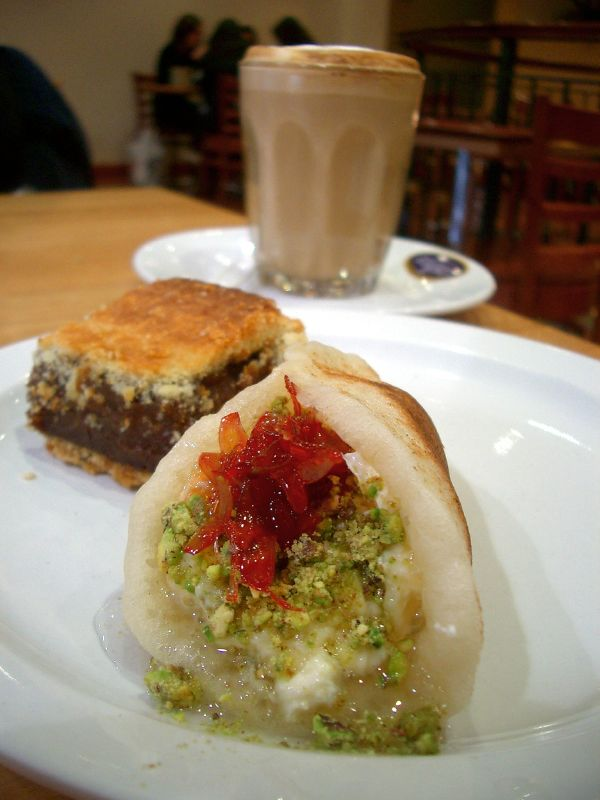
カターイフ・アサフィーリ（手前）とマアムール（左奥）

セモリナ粉の生地を片側だけ円形に焼いた軟らかいパンケーキ状のもので、チーズもしくはキシュタや、ナッツのフィリングを二つ折り状に包んで揚げる。オーブン焼きの場合もある。出来たものは砕いたピスタチオやバラの花びらで飾り、甘いアタール（シロップ）をかけて食する。小さめのパンケーキを揚げずに二つ折りにし、フィリングが見えるように半分だけ閉じてそのまま食するカターイフ・アサフィーリもある。
自宅で全て作る場合や、パンケーキのみを購入し自分でフィリングを詰めたり、全て出来上がったものを購入する場合もある。
起源はファーティマ朝である。イスラム教のラマダーンのデザートとしては、クナーファもよく知られているが、レバントで最も人気が高いのがカターイフで、ラマダーンのイフタールの代表的なデザートとなっている。
一方で、宗教を超えてムスリムやラマダーンの時期に限らずキリスト教徒などにも一年を通して食されてもいる。